# Le Mesnil-sous-Jumièges
Le Mesnil-sous-Jumièges é uma comuna francesa na região administrativa da Normandia, no departamento de Sena Marítimo. Estende-se por uma área de 6,88 km². Em 2010 a comuna tinha 633 habitantes (densidade: 92 hab./km²).